# Leupung Rayeuk
Leupung Rayeuk is een bestuurslaag in het regentschap Aceh Besar van de provincie Atjeh, Indonesië. Leupung Rayeuk telt 173 inwoners (volkstelling 2010).